# Thomas Adam (Historiker, 1967)

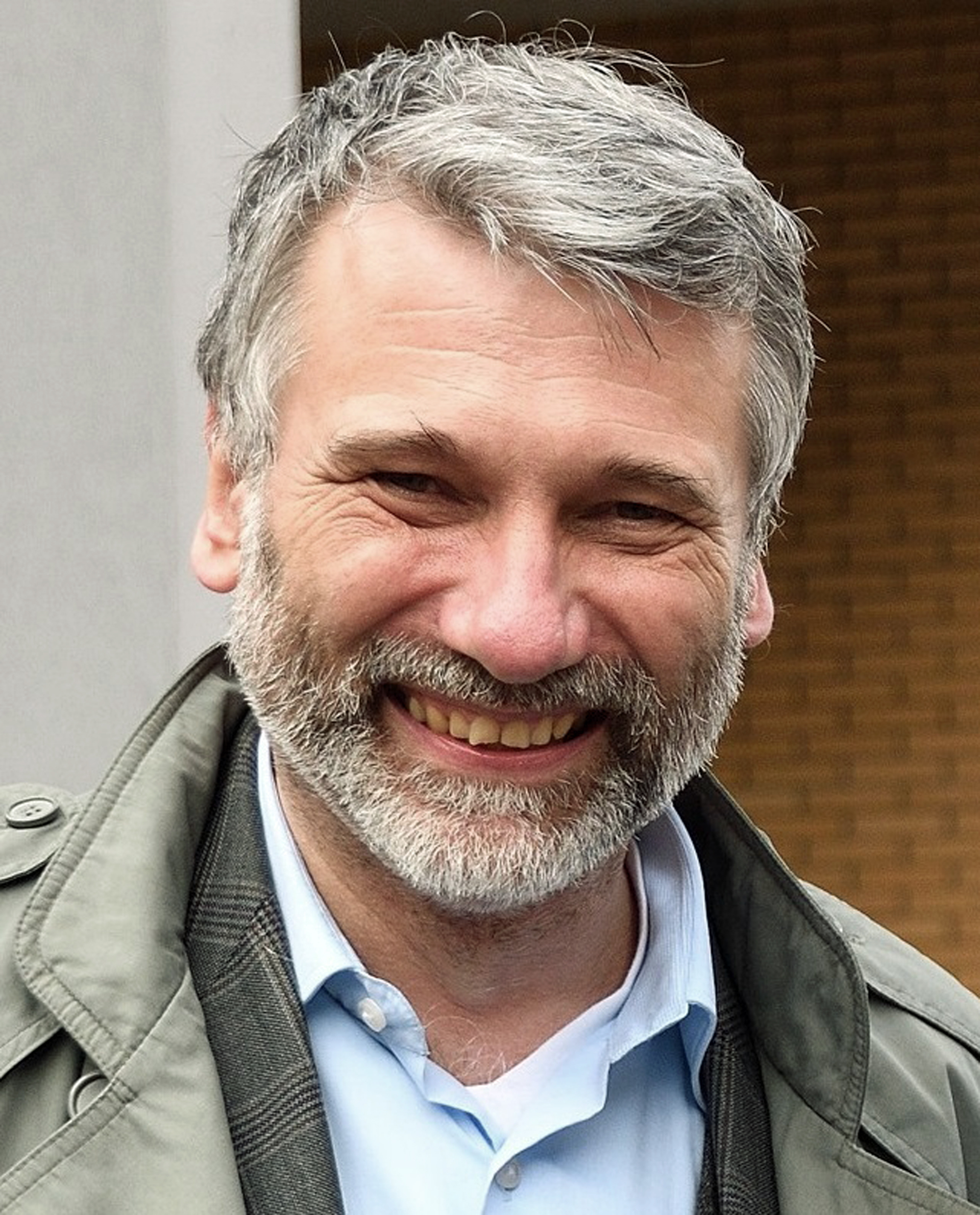
Thomas Adam (2019)

Thomas Adam (* 20. Juni 1967 in Karlsruhe) ist ein deutscher Politikwissenschaftler, Soziologe und Autor, Leiter der Abteilung Kultur der Stadt Bruchsal und (bis 2019) des Städtischen Museums im Bruchsaler Schloss. Sein historisches Interesse gilt insbesondere der Regional-, Sozial-, Umwelt- und Naturschutzgeschichte.

## Leben und Wirken
Thomas Adam wuchs in Untergrombach auf und besuchte die Michaelsbergschule. Nach dem Abitur studierte Adam Politikwissenschaft und Soziologie an der Ruprecht-Karls-Universität Heidelberg mit Abschluss als Magister.
Thomas Adam arbeitet seitdem in Bruchsal und ist inzwischen Leiter der Abteilung Kultur im Hauptamt der Stadt. In seiner Zuständigkeit für das Städtische Museum Bruchsal war er 2016 maßgeblich beteiligt an der Sicherung und Neuausgestaltung des historischen Schuhmacherhauses in der Bruchsaler Klosterstraße. Durch seine berufliche Zuständigkeit gehört Adam der Kommission für Stadtgeschichte der Stadt Bruchsal und (seit 2015) der Bruchsaler Koordinierungsgruppe für die Verlegung von Stolpersteinen des Künstlers Günter Demnig an.
Adam ist in zahlreichen Vereinen ehrenamtlich tätig und fungiert (Stand 2025) als Vorsitzender des Vereins für Umwelt- und Naturschutz Untergrombach e.V., als stellvertretender Vorsitzender und Schriftleiter des Heimatvereins Kraichgau, als Geschäftsführer des Fördervereins Deutsches Musikautomaten-Museum und als Beisitzer des Heimatvereins Untergrombach.

## Publikationen (Auswahl)
- In den Dörfern gehen die Lichter an, Geschichte der Stromversorgung in Untergrombach und im Bruchsaler Raum, Heimatverein Untergrombach e.V. 1999
- Von der Bewahranstalt zum Kindergarten. 150 Jahre Kleinkinderschulen in Gondelsheim. Gondelsheim 2000 (Die Gondelsheimer Geschichte, Sonderband 4)
- zusammen mit Konrad Dussel: Lomersheim an der Enz. (Mehr als) 1200 Jahre Geschichte. verlag regionalkultur, Ubstadt-Weiher 2000 (Beiträge zur Geschichte der Stadt Mühlacker, Bd. 3), ISBN 3-89735-128-5
- Joß Fritz – das verborgene Feuer der Revolution. verlag regionalkultur, Ubstadt-Weiher 2002 (Veröffentlichungen der Historischen Kommission der Stadt Bruchsal, Band 20), ISBN 3-89735-192-7
- zusammen mit Konrad Dussel und Peter Knötzele: Stettfeld. 2000 Jahre Geschichte, herausgegeben von der Gemeinde Ubstadt-Weiher; verlag regionalkultur, Ubstadt-Weiher 2003, ISBN 978-3-89735-238-4
- Die Gondelsheimer Rebellion von 1730. Ein Bauernaufstand und seine Folgen. verlag regionalkultur, Ubstadt-Weiher 2005 (Die Gondelsheimer Geschichte, Sonderband 5), ISBN 3-89735-409-8
- Kleine Geschichte der Stadt Bruchsal (Reihe „Regionalgeschichte – fundiert und kompakt“), G. Braun, Karlsruhe 2006, ISBN 3-7650-8339-9
- Ein Vierteljahrhundert für die Natur vor Ort. 1983-2008. 25 Jahre Verein für Umwelt- und Naturschutz Untergrombach e.V., Bruchsal-Untergrombach 2008
- Streifzüge zwischen Karlsruhe und Heidelberg, G. Braun, Karlsruhe 2009, ISBN 978-3-7650-8375-4
- Feuer, Fluten, Hagelwetter. Naturkatastrophen in Baden-Württemberg. Konrad Theiss Verlag, Stuttgart/Darmstadt 2015, ISBN 3-80623-156-7
- Der Kraichgau. Eine kleine Geschichte. 3. Auflage (ursprünglich erschienen 2010), Karlsruhe 2017, ISBN 978-3-7650-8433-1
- Strom für das Grombachtal, Grombacher Geschichte Band 1, Verlag Regionalkultur Ubstadt-Weiher 2021 ISBN 978-3-95505-252-2
- Joß Fritz – das verborgene Feuer der Revolution. verlag regionalkultur, Ubstadt-Weiher 2025 (4., vollständig überarbeitete und aktualisierte Auflage der Ausgabe von 2002, nun in der Reihe: Bausteine zur Geschichte der Stadt Bruchsal und ihres Umlandes, Band 4), ISBN 978-3-95505-532-5

als Herausgeber:
- Gondelsheim: 750 Jahre Geschichte im Saalbachtal. verlag regionalkultur. Ubstadt-Weiher 2006, ISBN 978-389735-440-1

- mit Peter Blickle: Bundschuh. Untergrombach 1502, das unruhige Reich und die Revolutionierbarkeit Europas, Franz Steiner Verlag, Stuttgart 2004, ISBN 978-3-515-07761-3
- mit Volker Rödel und Hans Ammerich: Säkularisation am Oberrhein (Oberrheinische Studien; Bd. 23), Thorbecke, Stuttgart 2004, ISBN 978-3-7995-7823-3
- Das Schuhmacherhaus in der Klosterstraße. Geschichte, Erhaltung, Zukunft. Schuhmacherei Inh. Chr. Rill, Stadt Bruchsal 2017
- mit Thomas Moos und Rolf Schmitt: Oppenheimer - Eine jüdische Familie aus Bruchsal: Spuren – Geschichten – Begegnungen. verlag regionalkultur, Ubstadt-Weiher 2012 (Veröffentlichungen zur Geschichte der Stadt Bruchsal, Bd. 25), ISBN 3-89735-747-X
- mit Stefan Baust und Steffen Maisch: Heidelsheim – Werden und Wandel einer Kraichgauer Stadtgemeinde. Von der Vorzeit bis in die Gegenwart. verlag regionalkultur, Ubstadt-Weiher 2022, ISBN 3-95505-316-4

### Aufsätze (Auswahl)
- einleitende Bemerkungen zu Wenn man ringsum den Kanonendonner hört.. – Tagebuch eines badischen Soldaten 1914, in: Badische Heimat 69 (1989) Seiten 93 – 102[2]
- Eine Schlossrenovierung mit Folgen. Die Kunst des Neobarock in Bruchsal, in: Badische Heimat. Zeitschrift für Landes- und Volkskunde, Natur-, Umwelt- und Denkmalschutz, Jg. 102 (2022), Heft 2, S. 236–246
- Umb so einer Handvoll Bauern willen. Gondelsheim 1612 – 1848. Ein Untertanenkonflikt und das Kräftespiel herrschaftlicher Interessen, in: Zwischen Bauernkrieg und Französischer Revolution. Untertanenkonflikte am Oberrhein (Oberrheinische Studien), Jg. 2022, S. 141–171
- Umweltgeschichte im Kraichgau zwischen Frühneuzeit und Moderne. Mosaiksteine zu einem weiten Forschungsfeld, in: Hierzuland, Jg. 38 (2023), H. 56, S. 4–13
- Wie die Dörfer wuchsen. Wurzeln und Triebkräfte des Freiflächenverbrauchs vom 19. Jahrhundert bis zur Gegenwart: Kraichgau und nördliche Oberrheinebene als Beispiele, in: Hierzuland, Jg. 39 (2024), H. 57, S. 2–14
- mit Jürgen Oppermann: Ein Ort für träumerische Wehmut? Der Dichter Joseph Victor von Scheffel und das Kloster Maulbronn, in: Kraichgau. Beiträge zur Landschafts- und Heimatforschung, Jg. 28 (2024), S. 215–230
- Drei Gründungen und ein Neuanfang. Volkshochschulen in Bruchsal seit 1919, in: Bausteine zur Geschichte der Stadt Bruchsal und ihres Umlands, Bd. 3. verlag regionalkultur, Ubstadt-Weiher 2024, S. 86–117
- Nach 1525. Über die Folgen des Bauernkrieges, in: Badische Heimat. Zeitschrift für Landes- und Volkskunde, Natur-, Umwelt- und Denkmalschutz, Jg. 105 (2025), Heft 1, S. 79–85

## Ehrungen
- Jugendpreis des Landespreises für Heimatforschung Baden-Württemberg (1993)
- Heimatmedaille des Landes Baden-Württemberg (2015)[3]
- Rainer-Blickle-Preis der Bruchsaler Bildungsstiftung (2022)[4]